# Bandeira da República Socialista Soviética Uzbeque
A bandeira da República Socialista Soviética do Uzbequistão foi adotada pelo em 29 de agosto de 1952. O vermelho representa a "luta revolucionária das massas trabalhadoras", a foice e martelo representa a união dos camponeses e trabalhadores. Não há explicação oficial para os significados simbólicos de outros elementos. No entanto, em alguns materiais as listras brancas representam algodão, a faixa azul representa o Amu Dária e a irrigação em geral